# Monstrilla pontica
Monstrilla pontica is een eenoogkreeftjessoort uit de familie van de Monstrillidae. De wetenschappelijke naam van de soort is voor het eerst geldig gepubliceerd in 1877 door Kritchagin.